# سالتو فيلوسو
سالتو فيلوسو بلدية في ولاية سانتا كاتارينا في المنطقة الجنوبية من البرازيل.